# Котовский залив
Ко́товский залив — речной залив в истоке реки Клязьмы, на стыке Клязьминского водохранилища и канала имени Москвы.

## Архитектура

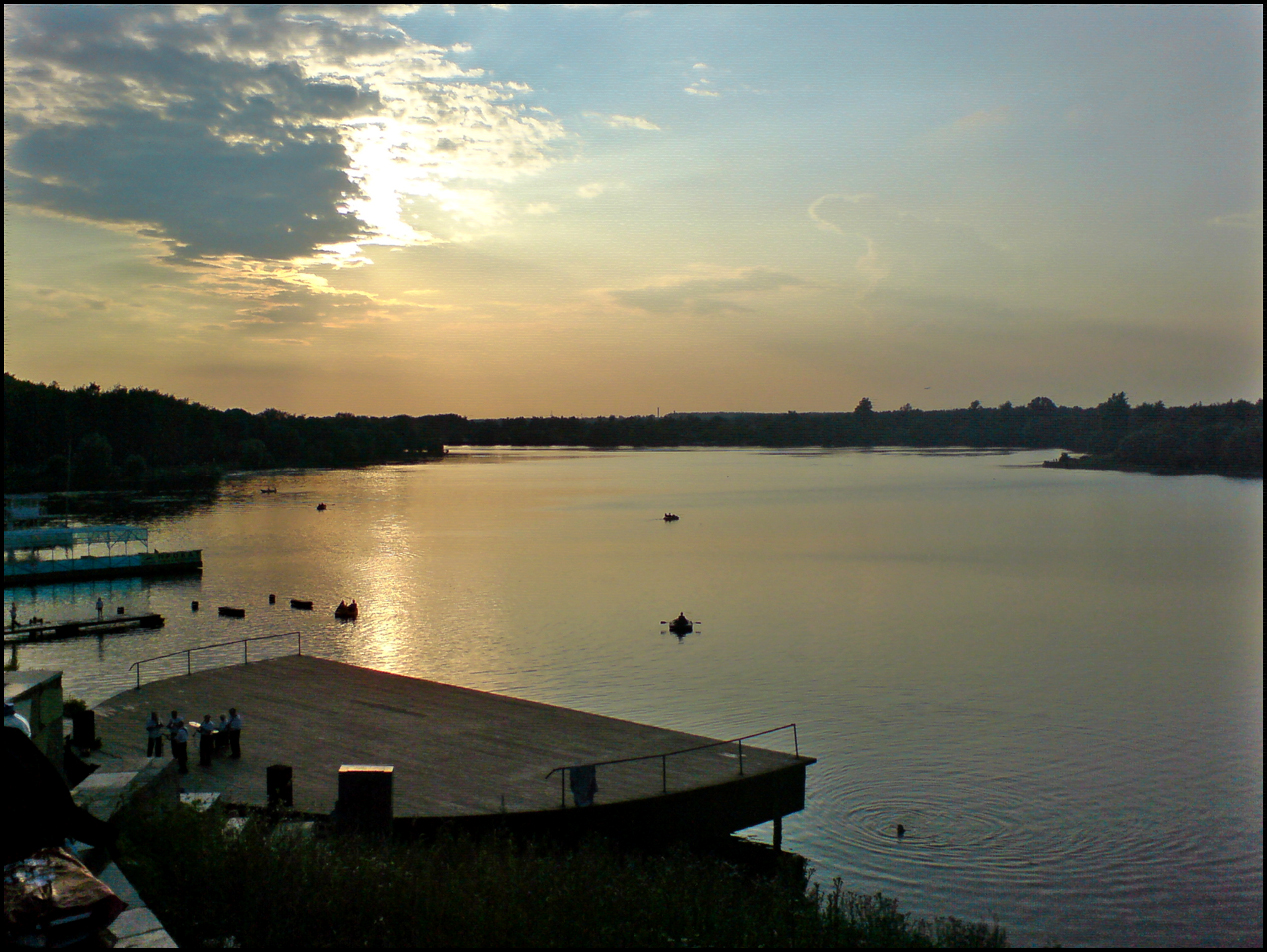
Котовский залив вечером

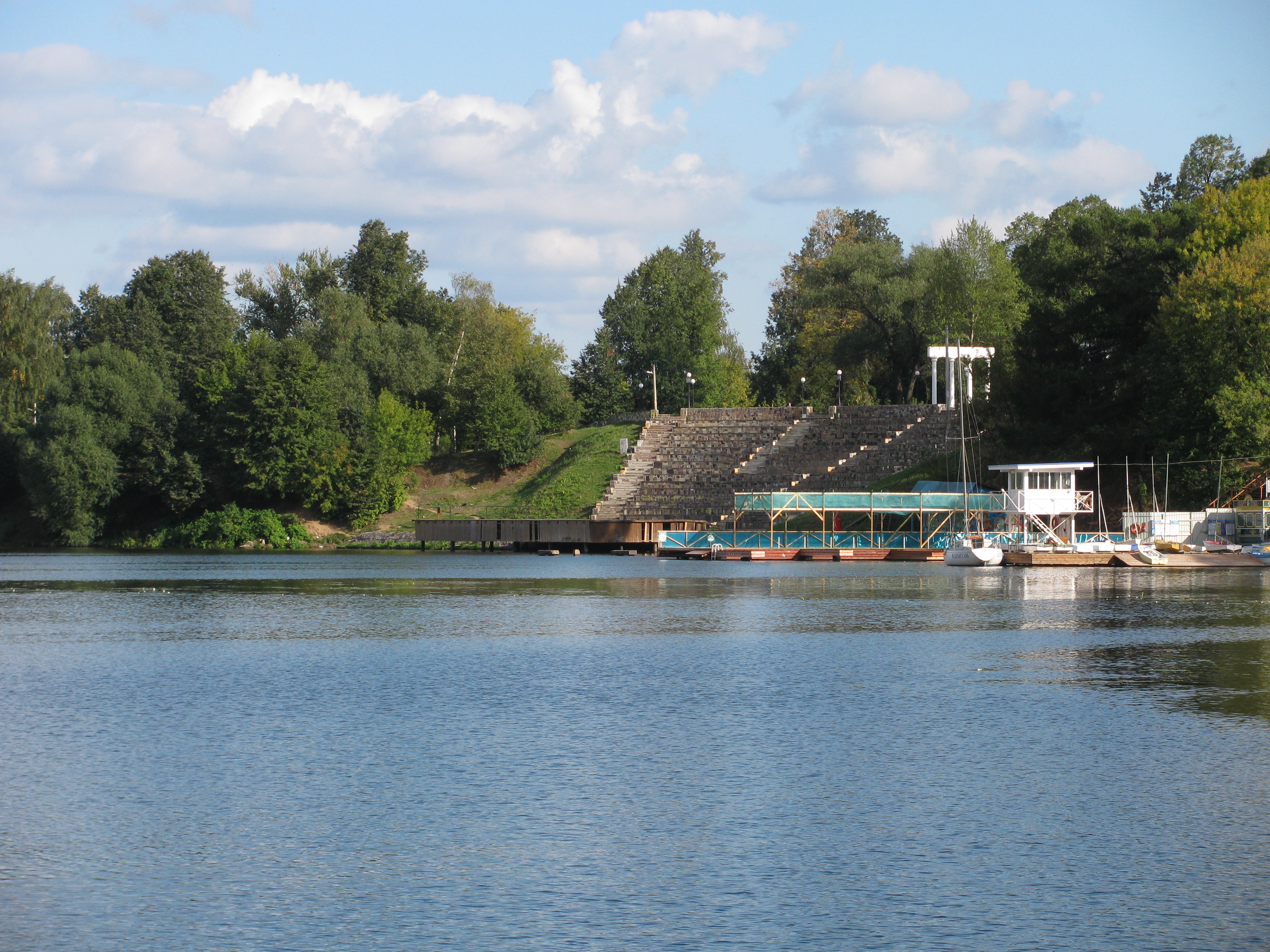
Амфитеатр на берегу залива

Представляет собой крупную запруду, образованную в западной части Клязьминского водохранилища, в черте города Долгопрудного и разделяющую город на две части: северную (дачные посёлки) и южную (основная часть города).
В западной части с заливом соприкасается канал имени Москвы, там же в него впадает река Клязьма.
Являясь частью Клязьминского водохранилища залив имеет выходы в основную акваторию водохранилища через Хлебниковский затон на востоке и канал имени Москвы на западе.
На севере залив омывает берега искусственного острова образованного при строительстве канала имени Москвы и в народе называемого «Островок». На острове в 1930-е годы был построен посёлок речников, ныне микрорайон города Долгопрудного — Водники.
На южном берегу Котовского залива располагаются: детский яхт-клуб «Парус», амфитеатр с действующей сценой, Юсуповский сквер, усадьба Спасское-Котово с живописным храмом 1684 года постройки, парк-усадьба Мысово, пляжные зоны.
Особенностью залива является его месторасположение — в центре города Долгопрудного, из-за чего его берега считаются культурно-досуговой зоной.
Район залива является местом времяпрепровождения жителей и гостей города, здесь можно перекусить, отдохнуть, поплавать на катамаранах и лодках. На набережных залива проходят масштабные торжества в День города.

## История и современность

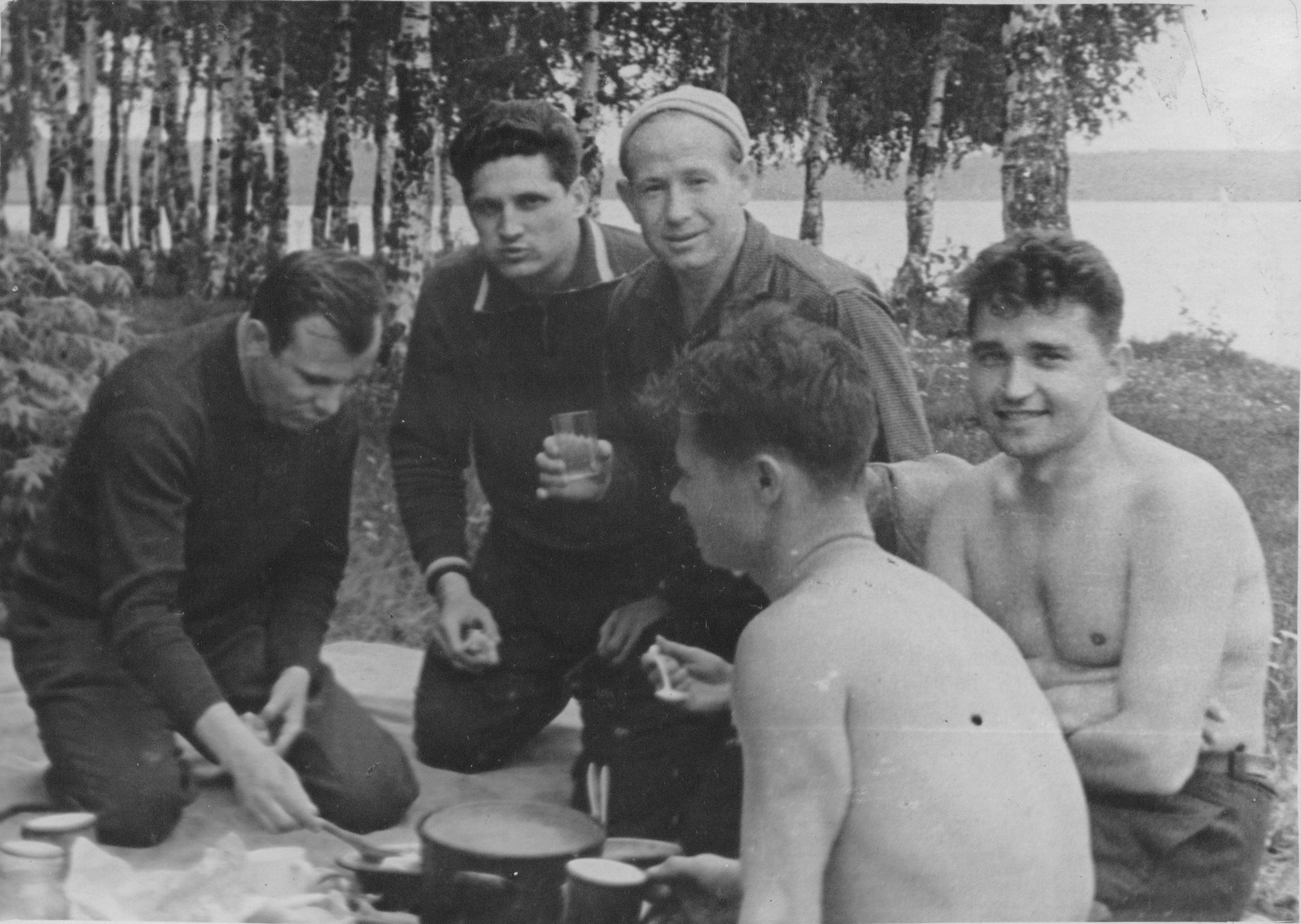
Советские космонавты (слева-направо): Юрий Гагарин, Борис Волынов, Алексей Леонов и другие на пикнике на берегу Котовского залива. 19 августа 1963 года

Местность по берегам залива с давних времён привлекала людей своей красотой. Здесь имели свои загородные усадьбы известные дворянские роды: Юсуповы, Черкасские, Шереметевы, Козодавлевы, Траханиотовы и другие. Рядом с усадьбами возникали крестьянские дворы и целые деревни.
Сам залив был образован в 1937 году при строительстве гидроэлектростанций канала имени Москвы и заполнении Клязьминского водохранилища.
До поднятия уровня водохранилища, на берегу будущего залива находилась деревня Котово, небольшая часть которой попала в зону затопления. По названию этой деревни был назван образованный залив. В деревне сохранилась усадьба Спасское-Котово с живописным Спасским храмом и Юсуповским сквером.
В 2017 году на берегу Котовского залива появился ещё один парк — Мысово. Название парк получил от дворянской усадьбы известной ещё с 1660-х годов. В настоящее время от усадьбы остался усадебный дом Черкасских—Щепотьевых и старая конюшня.
На обоих берегах залива имеются пляжные зоны. Несмотря на предостережение Роспотребнадзора о запрете купания, по причине неудовлетворительного качества воды, в разгар сезона пляжи тесно заполняются людьми. Большинство отдыхающих составляют приезжие из соседней Москвы. Этому способствует близость залива к железнодорожной станции линии МЦД-1 Водники.